# Fabrizio Dentice
Fabrizio Dentice (né à Naples vers 1539 et mort dans la même ville vers 1581) est un compositeur italien. Il jouait du luth et de la viole de gambe.

## Biographie
Fabrizio Dentice appartient à une famille de musiciens : il est fils de Luigi Dentice (c. 1510–1566), compositeur, chanteur et lutiste qui était au service de la famille noble Sanseverino, et il est oncle du compositeur Scipione Dentice.
Il reçoit sa formation de luthiste dans sa ville natale, puis se rend à Rome dans l'espoir d'y vivre de son art avant de s'installer à Parme. Son écriture possède un style en parfaite conformité avec celui en vigueur dans les écoles de musique napolitaines.
Excellent gambiste et luthiste virtuose, il laisse diverses pièces pour ce dernier instrument, ainsi que de la musique vocale, dont quelques motets et des madrigaux.

## Œuvres

### Partitions manuscrites

#### DansComposizioni vocali sacre e profane
- (la) Heu me Domine, antienne, sol minore[1]

#### DansMottetti di Anerio
- (la) Miserere mei Deus. 3 Cori, psaume, cœurs[2]

#### DansChristus Lament. Misereri Mis. 0.II/1.88
- (la) Miserere, cœur, do maggiore[3]

#### DansSettimana santa Impropery e Miserere
- (la) Miserere mei Deus, secundum, psaume, cœur[4]

### Partitions imprimés
- (it + la + it) Aeri Racolti insieme con altri bellissimi aggionti di diversi dove si cantano Sonetti Stanze e Terze Rime. Nuovamente ristampati, Naples, Giuseppe Cacchio dell'Aquila, 1577 (Musique de Fabrizio Dentice, S. Delle Palle, Tarquinio Del Pezzo, P. De Ysis, Francesco Menta (ca.1540), Rocco Rodio).
- (it + la) Fabrizio Dentice, Lamentazioni di Fabricio Dentice a cinq. voci. Non più stampate. Aggiuntovi li Responsori, Antiphone, Benedictus et Miserere Novamente composti et dati in luce, Milan, er. di F. e S. Tini, 1593.
- (en + la + it) Dinko Fabris, John Griffiths (curatelle de), Neapolitan lute music / Fabrizio Dentice, Giulio Severino, Giovanni Antonio Severino, Francesco Cardone, Middleton (Wis.), A-R Editions, 2004.